# Oberwaltersdorf
Oberwaltersdorf is een gemeente in de Oostenrijkse deelstaat Neder-Oostenrijk, gelegen in het district Baden (BN). De gemeente heeft ongeveer 3300 inwoners.

## Geografie
Oberwaltersdorf heeft een oppervlakte van 13,6 km². Het ligt in het noordoosten van het land, in de buurt van de hoofdstad Wenen.

## Sport
De Fontana Golf- und Sportclub heeft een golfbaan en binnen- en buitentennisbanen. Op deze golfbaan is van 2003-2010 het Oostenrijks Open gespeeld.

## Galerij

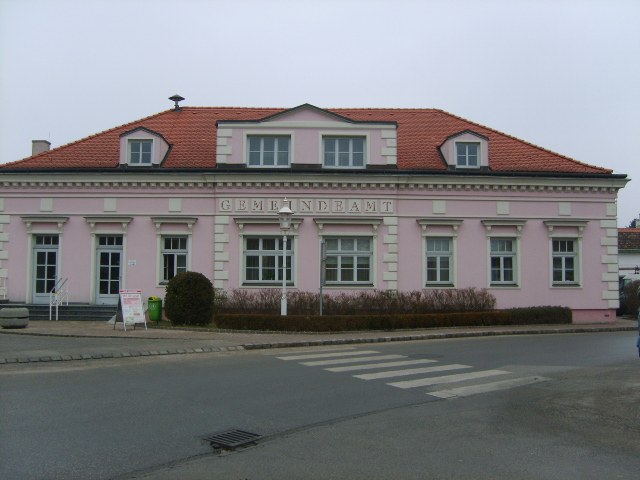
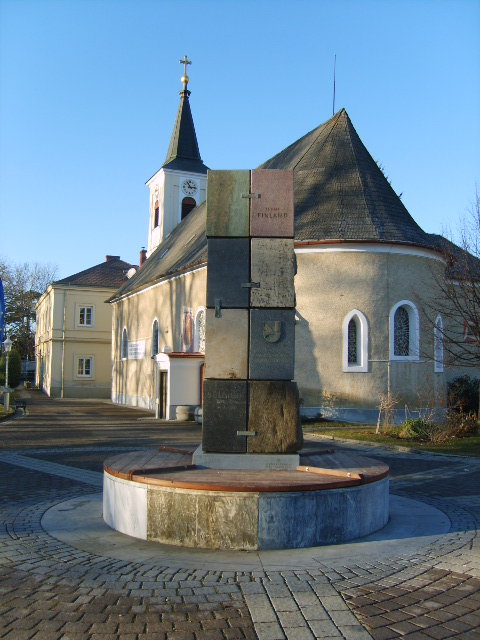
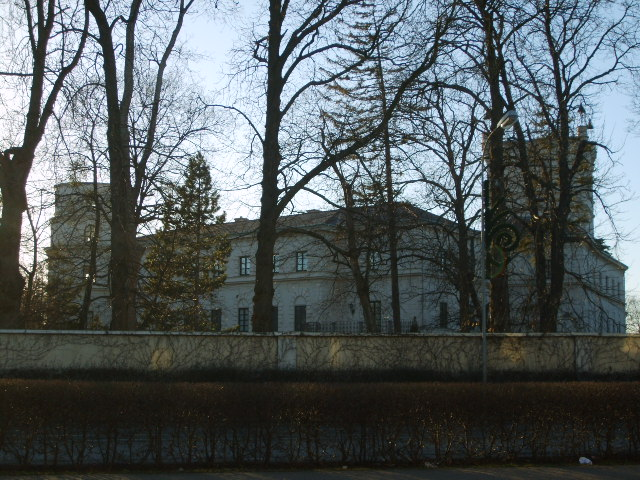
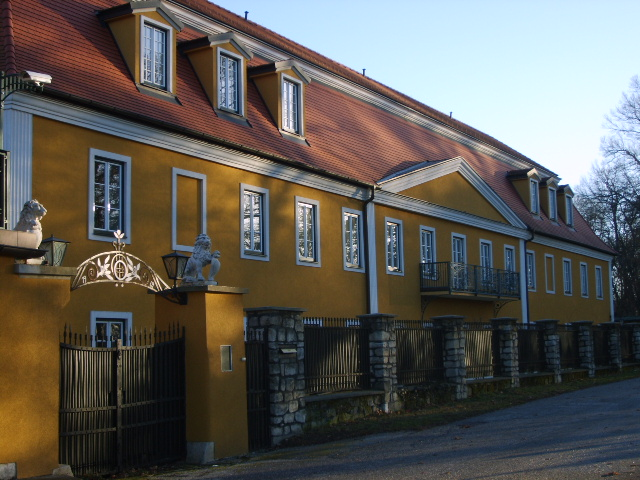
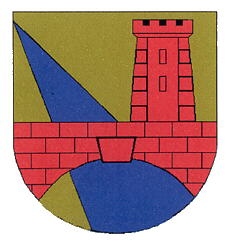

Alland · Altenmarkt an der Triesting · Baden · Bad Vöslau · Berndorf · Blumau-Neurißhof · Ebreichsdorf · Enzesfeld-Lindabrunn · Furth an der Triesting · Günselsdorf · Heiligenkreuz · Hernstein · Hirtenberg · Klausen-Leopoldsdorf · Kottingbrunn · Leobersdorf · Mitterndorf an der Fischa · Oberwaltersdorf · Pfaffstätten · Pottendorf · Pottenstein · Reisenberg · Schönau an der Triesting · Seibersdorf · Sooß · Tattendorf · Teesdorf · Traiskirchen · Trumau · Weißenbach an der Triesting
- Gemeinsame Normdatei: 4813927-0
- MusicBrainz: eecb032c-a2ac-4aa9-80df-4a34bb5aa67b
- Virtual International Authority File: 241237547
- WorldCat: E39PBJbCVG7yFQWmvHDfRkXPQq